# Колпаки (Барановичский район)
Колпаки́ (бел. Каўпакі) — деревня в Барановичском районе Брестской области Белоруссии. Входит в состав Миловидского сельсовета. Расположена в 40,5 км по автодорогам к юго-западу от центра Барановичей, на расстоянии 6,5 км по автодорогам к юго-западу от центра сельсовета, агрогородка Миловиды, неподалёку от границы с Ивацевичским районом.

## История
В 1909 году в деревне Кривошинской волости Новогрудского уезда было 15 дворов.
После Рижского мирного договора 1921 года — в составе гмины Добромысль Слонимского, затем Барановичского повета Новогрудского воеводства Польши.
С 1939 года — в составе БССР, в 1940–57 годах — в Бытенском районе Барановичской, с 1954 года Брестской области. Затем передана в Барановичский район. С конца июня 1941 года до июля 1944 года оккупирована немецко-фашистскими войсками.

## Население
| Численность населения (по переписи) | Численность населения (по переписи) | Численность населения (по переписи) | Численность населения (по переписи) | Численность населения (по переписи) | Численность населения (по переписи) | Численность населения (по переписи) | Численность населения (по переписи) |
| 1909                                | 1921                                | 1939                                | 1959                                | 1970                                | 1999                                | 2009                                | 2019                                |
| ----------------------------------- | ----------------------------------- | ----------------------------------- | ----------------------------------- | ----------------------------------- | ----------------------------------- | ----------------------------------- | ----------------------------------- |
| 145                                 | ↘43                                 | ↗200                                | ↘60                                 | ↗103                                | ↘28                                 | ↘17                                 | ↘6                                  |